# Lahki tank
Lahki tank je majhno, hitro in lahko oklepno vozilo. 
Lahki tanki so zasloveli v začetku druge svetovne vojne, kjer so se s svojo mobilnostjo izkazali v boju proti težjim tankom. Uporabni so bili tudi v težko prehodnih območjih, kjer so se izkazali v boju proti pehoti (bitka za Malajo).
Lahki tanki so bili osnovna oborožitev nemških, poljskih in francoskih tankovskih enot v začetku druge svetovne vojne, vendar jih je hiter razvoj tankovskega in protitankovskega orožja izrinil v izvidniške enote. Japonska vojska jih je zaradi težje prehodnosti svojih bojišč ohranila kot glavno oklepno orožje do konca vojne.
Po drugi svetovni vojni so lahki tanki ostali v izvidniških enotah, vendar je njihov razvoj zastal, sčasoma pa so jih zamenjali kolesni oklepni avtomobili in lahka gosenična izvidniška oklepna vozila.